# Ильченко, Николай Николаевич
Николай Николаевич Ильченко (6 марта 1959) — советский и киргизский футболист, нападающий.

## Биография
В начале карьеры выступал за коллектив физкультуры «Шахтёр» (Таш-Кумыр) в первенстве Киргизской ССР.
В 1981 году дебютировал в соревнованиях мастеров в составе ошского «Алая», игравшего во второй лиге СССР. За 11 непрерывных сезонов в составе «Алая» сыграл в первенствах СССР 371 матч и забил 100 голов. Является лидером клуба по числу забитых голов в советской истории и одним из лидеров по числу сыгранных матчей. После распада СССР провёл ещё один сезон за «Алай», стал бронзовым призёром чемпионата Кыргызстана и финалистом Кубка страны 1992 года.
Возможно, вторую часть сезона 1992 года провёл в российском клубе первой лиги АПК (Азов)[уточнить].
В 1993 году выступал во второй лиге России за оренбургский «Газовик», после чего завершил профессиональную карьеру.
Дальнейшая судьба неизвестна.